# تزور نتان
تزور نتان (به لاتین: Tzur Natan) یک منطقهٔ مسکونی در اسرائیل است که در Drom HaSharon Regional Council واقع شده‌است.